# Ronald Levinsohn
Ronald Guimarães Levinsohn (Rio Grande, 9 de outubro de 1935 - Rio de Janeiro, 27 de janeiro de 2020) foi um empresário e administrador brasileiro.
Era filho de pai judeu britânico e mãe gaúcha, neto de um executivo da JBS-Swift Foods Company, que veio da Inglaterra para construir um imenso frigorífico na cidade portuária de Rio Grande. Aos 17 anos foi morar em Nova Iorque.
Em 1975 foi sócio de Rodman Rockefeller (filho de Nelson Rockefeller) no empreendimento Cidade Vista Verde, na cidade de São José dos Campos, projetado para ser um bairro de classe alta, sem muros e com elevado grau de arborização. Hoje é um bairro próximo à refinaria da Petrobras de São José dos Campos. Ronald Levinsohn comprou o imóvel onde hoje estão localizados o condomínio Jardim Colinas, o Colinas Shopping e o Jardim do Golfe, um loteamento destinado à mais alta classe.
Foi dono do Grupo Delfin, dono da maior caderneta de poupança do país nos anos 1980, com 3,5 milhões de depositantes. O Banco Central do Brasil publicou no Diário Oficial da União do dia 22 de novembro de 1991 o ato de encerramento da liquidação extrajudicial do Grupo Delfin. Além disso, em 2006, o Superior Tribunal de Justiça reconheceu que a cessão dos terrenos ao Banco Nacional de Habitação (BNH) foi feita dentro da lei e a preço justo.
Ronald Levinsohn foi também ex-controlador da terceira maior universidade privada do Rio de Janeiro, o Centro Universitário da Cidade do Rio de Janeiro (UniverCidade), que contava com 35 mil alunos.
Ronald Levinsohn administrou o patrimônio do jornalista Paulo Francis, que morreu em 1997, que incluía dois apartamentos em Manhattan. Paulo Francis prometeu doar quase cinco mil livros ao Centro Universitário da Cidade do Rio de Janeiro(UniverCidade), guardados em um apartamento em Nova Iorque.
Ronald Levinsohn foi administrador da Colina Paulista, uma holding com negócios nas áreas da construção civil e da agricultura. Foi proprietário de várias fazendas na região de Barreiras, no oeste da Bahia, cuja área equivale a catorze vezes a cidade de Salvador. Segundo Alberto Dines, Ronald Levinsohn, dono do antigo conglomerado financeiro Delfin, foi o responsável pelo caso de maior controvérsia e repercussão da ditadura militar. O caso Delfin foi classificado pelo Banco Central do Brasil como estelionato, porém, Ronald Levinsohn foi absolvido das acusações pela 13ª Vara Federal do Rio de Janeiro no dia 10 de fevereiro de 1993, no processo nº 8692165/6370, no qual o próprio Ministério Público em seu parecer opinou pela absolvição de Ronald Levinsohn. 
Ronald Levinsohn é pai das advogadas Claudia Vieira Levinsohn e Priscilla Vieira Levinsohn.

## Controvérsias

### Caso Delfin
No final de 1982 veio à tona uma reportagem-denúncia do jornalista José Carlos de Assis expondo a quitação da dívida da empresa Delfin com o Banco Nacional da Habitação (BNH). O Grupo Delfin era a maior empresa privada de crédito imobiliário da época (mais de três milhões de depositantes), porém possuía elevados endividamentos junto ao Banco Nacional da Habitação (BNH). No ano de 1982, um acordo previa a entrega de dois terrenos como forma de saldar os Cr$ 60 bilhões devidos. À época, questionou-se o valor dos terrenos, indicando que valiam em torno de Cr$ 9 bilhões, cerca de um sexto da dívida, reputando o acordo como prejudicial e fraudulento. Este acordo envolveu os nomes dos ministros Mário Andreazza (Interior), Delfim Netto (Planejamento) e Ernane Galvêas (Fazenda), que chegaram a ser acusados judicialmente por causa do acordo.
A reportagem foi publicada no dia 30 de dezembro de 1982 e vinte dias depois acabou levando à falência o grupo Delfin pela retirada de fundos realizada pelos seus clientes. A clientela, da classe média em sua grande maioria, que possuía caderneta de poupança no Grupo assustou-se com a possibilidade de um desfalque e, imediatamente, sacou seu dinheiro.
Em 1983 o Banco Central do Brasil decretou intervenção nas sociedades de crédito imobiliário do Grupo Delfin, que tinha mais de três milhões de depositantes, até que o grupo Delfin pagasse o que restava da dívida de Cr$ 80 bilhões ao Banco Nacional da Habitação (BNH). Mesmo com a intervenção do Banco Central do Brasil, a empresa não conseguiu se manter viva por muito tempo e faliu em 1984, agravando a crise no mercado imobiliário brasileiro, que se estendeu pela década de 1980. A intervenção foi decidida pelo Ministério do Interior, por proposta do Banco Nacional da Habitação (BNH), com o intuito de que as contas dos depositantes fossem transferidas para agências da Caixa Econômica Federal, até que o grupo pagasse o que restava da dívida. O Presidente João Figueiredo hesitou em autorizar a intervenção na Delfin para evitar uma repetição dos traumas financeiros provocados pela intervenções feitas pelo governo Geisel no Banco Halles e na sociedade de crédito imobiliário Vitória Minas. Em abril de 1982, porém, o Chefe da Casa Civil da Presidência, Ministro Leitão de Abreu, considerou preferível a intervenção.
Em 1991 o empresário fechou um acordo com o Banco Central do Brasil que o permitia levar o que havia sobrado da Delfin, aproximadamente R$ 300 milhões, e pagar a dívida em 13 anos com dois anos de carência.
Em 2002 o Superior Tribunal de Justiça (STJ) indeferiu o pedido da Delfin Capitalização S/A, empresa do Grupo Delfin, de extinguir a ação que ela responde na Justiça, sem que fosse julgado o mérito. A decisão foi unânime. Segundo o Ministério Público do Estado de São Paulo, já era do conhecimento público que o Grupo Delfin, incluindo a empresa, foi submetido à liquidação da sentença em janeiro de 1984, chegando a publicar um edital avisando aos credores que começaria a pagar o passivo. Em 1989 o Banco Central do Brasil converteu a liquidação extrajudicial em ordinária, mas sem que tenha havido o integral ressarcimento dos credores de títulos de capitalização.
Em 16 de março de 2006 o Supremo Tribunal de Justiça (STJ) reconheceu como justo e apropriado o pagamento com os dois imóveis em questão da dívida da Delfin com o Banco Nacional da Habitação (BNH), fechando assim, perante os olhos da Justiça, o caso Delfin.
A quebra da Delfin pode ter deixado a imagem do empresário marcada, mas não abalou seu potencial financeiro. Continuou com grande influência no meio empresarial. Tal mancha na imagem pode ter aumentado a reclusão de Ronald Lehvinsohn, que morava em uma mansão no bairro Gávea, no Rio de Janeiro, em meio a 8.000 metros quadrados de Mata Atlântica. Em uma estante abarrotada de documentos, Ronald Levinsohn guardava quatrocentas fitas cassetes de gravações sobre o caso Delfin.

### Caso Baumgarten
Alexandre von Baumgarten foi um escritor e jornalista brasileiro assassinado em outubro de 1982. Alexandre von Baumgarten, a esposa Janete Hansen e o barqueiro Manoel Valente foram sequestrados na Praça XV, no Rio de Janeiro, e executados em alto mar. O corpo de Alexandre von Baumgarten foi encontrado na Praia da Macumba no Recreio dos Bandeirantes, com três tiros na cabeça e um no abdômen, no dia 25 de outubro de 1982. A esposa Janete Hansen e o barqueiro Manoel Valente desapareceram. Dois corpos carbonizados, apontados como sendo de Janete Hansen e do barqueiro Manoel Valente, localizados em Teresópolis, não foram identificados pelo Instituto Médico Legal. O apartamento onde Alexandre von Baumgarten morava era na Rua Paul Redfern, n.º 20, no bairro de Ipanema, e pertencia ao proprietário do Grupo Delfin, Ronald Levinsohn.
Alexandre von Baumgarten havia escrito o livro Yellow Cake, supostamente de ficção, sobre uma operação de tráfico de urânio a partir do Brasil para o Oriente Médio. O livro foi publicado em 1985 como um encarte especial na revista Status, da Editora Três. Do manuscrito original, algumas páginas desapareceram após a morte do autor. Yellowcake é um material composto de urânio, já livre de impurezas, que serve para fins de produção de energia nuclear, obtendo nesse processo entre 70 % e 80 % de urânio puro. O livro detalhava a operação clandestina, executada pelo então governador Paulo Maluf e por oficiais do Serviço Nacional de Informações (SNI), para contrabandear yellowcake para o Iraque. Apesar de conter elementos de ficção, a estória é inteiramente baseada em fatos verídicos.

### UniverCidade
Ronald Levinsohn foi reitor do Centro Universitário da Cidade do Rio de Janeiro (UniverCidade), que com a Universidade Iguaçu (UNIG) e a Universidade Candido Mendes (UCAM) foram citadas no pedido de instauração de uma Comissão Parlamentar de Inquérito (CPI) na Assembleia Legislativa do Estado do Rio de Janeiro (ALERJ) para apurar denúncias gestões fraudulentas, enriquecimento ilícito, desvios de recursos públicos, lavagem de dinheiro, precarização das relações de trabalho, assédio moral, repressão às representantes de professores, alunos e servidores, criação de monopólios, deterioração da qualidade de ensino, entre outros.
Segundo a Assembleia Legislativa do Estado do Rio de Janeiro (ALERJ), as principais denúncias contidas no relatório da Comissão Parlamentar de Inquérito (CPI) são atrasos e falta de pagamentos aos funcionários, assim como do imposto sindical, do Instituto Nacional do Seguro Social (INSS) e do Fundo de Garantia do Tempo de Serviço (FGTS); no ensino à distância, suspeita de fraude e venda de diplomas e ausência de regulamentação por parte da Câmara dos Deputados; irregularidades em relatórios financeiros; sistemas de bolsas, como o Fundo de Financiamento ao Estudante do Ensino Superior (FIES) e o Programa Universidade para Todos (Prouni), conferidos a instituições com conceitos baixos pela avaliação do Ministério da Educação; aumento abusivo das mensalidades; e convênios com prefeituras sem licitações públicas.
O Relatório Final da CPI foi composto por 91 páginas e nele não há uma única menção ao nome de Ronald Guimarães Levinsohn e à Associação Educacional São Paulo Apóstolo (ASSESPA). O texto pediu o indiciamento de 6 pessoas ao Ministério Público Federal. Todas as instituições de ensino e pessoas envolvidas nas denúncias estão elencadas nas páginas 8-12 do relatório da ALERJ. A ASSESPA obteve a transferência da mantença da UNIVERCIDADE no dia 31 de maio de 2012 (com publicação no Diário Oficial da União no dia 01 de junho de 2012).